# كاتيا لوند
كاتيا لوند (بالإنجليزية: Kátia Lund؛ بالبرتغالية: Kátia Lund) هي كاتبة سيناريو ومخرجة برازيلية وأمريكية، ولدت في 1966 في ساو باولو في البرازيل.

## وصلات خارجية
- كاتيا لوند على موقع IMDb (الإنجليزية)
- كاتيا لوند على موقع ألو سيني (الفرنسية)
- كاتيا لوند على موقع أول موفي (الإنجليزية)
- كاتيا لوند على موقع قاعدة بيانات الأفلام السويدية (السويدية)
- كاتيا لوند على موقع قاعدة بيانات الأفلام السويدية (السويدية)
- كاتيا لوند على موقع قاعدة بيانات الفيلم (الإنجليزية)
- كاتيا لوند على موقع كينوبويسك (الروسية)